# Breitkopf & Härtel
Breitkopf & Härtel, Брайткопф і Гертель (давніше Breitkopf i Hærtel) — найстаріше музичне видавництво у світі. Засноване 27 січня 1719 року в Лейпцигу Бернхардом Крістофом Брайткопфом, що отримав у володіння друкарню завдяки одруженню з Софією Марією Мюллер, чиї предки протягом більш ніж століття займалися книгодрукуванням. Спочатку Брайткопф друкував релігійну літературу; перше музичне видання — відомий збірник пісень нім. Musicalisches Gesang-Buch, складений Георгом Християном Шемеллі (одним з авторів збірки був Йоганн Себастьян Бах) — було опубліковано Брайткопфом у 1736 році.
Син першого власника видавництва Йоганн Готтлоб Іммануель Брайткопф у 1754 році ввів у практику технологію друку нот за допомогою літерного набору, що помітно полегшило і прискорило процес. У другій половині XVIII століття видавництво Брайткопфа співпрацювало з провідними німецькими та австрійськими композиторами, зокрема, з Георгом Філіпом Телеманом, Карлом Стаміцом, Йоганном Йоахімом Кванцом, Йозефом Гайдном. У 1770 році тут надрукували перший вірш юного Йоганна Вольфганга фон Гете, що приятелював із сином власника.
У 1795 році компаньйоном видавництва став Готфрід Крістоф Гертель, що дав його розвитку новий фінансовий і концептуальний імпульс. У 1798 році видавництво, що мало назву з двома прізвищами, розпочало два масштабні проєкти: видання повного зібрання творів Моцарта й випуск щотижневої «Загальної музичної газети». Трохи пізніше Гертель, який з 1800 року розпоряджався справами видавництва одноосібно, встановив тісні зв'язки з Людвігом ван Бетховеном. У 1807–1872 роках фірма Breitkopf & Hærtel займалася також виробництвом роялів, на яких грали, зокрема, Ференц Ліст і Клара Шуман.